# Bubú fuliginós
El bubú fuliginós (Laniarius leucorhynchus) és un ocell de la família dels malaconòtids (Malaconotidae).

## Hàbitat i distribució
Viu entre la malesa del bosc de la zona afrotròpica, a Guinea, Sierra Leone, Libèria, Costa d'Ivori, Ghana, Nigèria i sud del Camerun, Guinea Equatorial, el Gabon, República del Congo, Cabinda, nord i nord-est de la República Democràtica del Congo, República Centreafricana i Sudan del Sud, Uganda, sud-oest, sud i est de la República Democràtica del Congo i nord-est d'Angola.